# Eremicamura mercuriata
Eremicamura mercuriata är en fjärilsart som beskrevs av Lancelot A. Gozmany 1962. Eremicamura mercuriata ingår i släktet Eremicamura och familjen Symmocidae. Inga underarter finns listade i Catalogue of Life.